# Zisterzienserinnenkloster Mariental (Frauenzimmern)
Das Kloster Mariental war von 1245 bis 1443 ein Kloster der Zisterzienserinnen in Frauenzimmern, Stadt Güglingen, im Landkreis Heilbronn in Baden-Württemberg.

## Geschichte
Das 1238 in Böckingen (heute: Stadtteil von Heilbronn) gegründete Kloster Mariental (lateinisch: Vallis Sanctae Mariae) wechselte 1245 unter Beibehaltung des Namens Mariental elf Kilometer südwestlich zwischen Güglingen und Brackenheim nach Zimmern (ab 1360: Frauenzimmern). Aufsichtführend war Kloster Maulbronn, ab 1418 Kloster Bebenhausen. Wegen wirtschaftlicher Schwierigkeiten gaben die Nonnen 1443 diesen Standort auf und gingen nach Kirchbachhof (später: Kirbachhof). In Frauenzimmern sind keine materiellen Klosterreste übrig. Lediglich der Ortsname (Frauen = Nonnen) und der Straßenname Klosterweg erinnern an das einstige Kloster.

### Handbuchliteratur
- Gallia Christiana 5, Sp. 712–713.
- Laurent Henri Cottineau: Répertoire topo-bibliographique des abbayes et prieurés. Bd. 1. Protat, Mâcon 1939–1970. Nachdruck: Brepols, Turnhout 1995. Spalte 1215.
- Gereon Christoph Maria Becking: Zisterzienserklöster in Europa, Kartensammlung. Lukas Verlag, Berlin 2000, ISBN 3-931836-44-4, S. 64 B.
- Bernard Peugniez: Guide Routier de l’Europe Cistercienne. Editions du Signe, Straßburg 2012, S. 515.
- Peter Pfister: Klosterführer aller Zisterzienserklöster im deutschsprachigen Raum. 2. Auflage, Kunstverlag Josef Fink, Lindenberg 1998, S. 64 (mit Literatur).